# Sińcza
Sińcza (biał. Сінча; ros. Синча) – wieś na Białorusi, w rejonie puchowickim obwodu mińskiego, około 9 km na południowy zachód od miasta Marina Horka, przy drodze P92.

## Historia
Wieś Sińcza należała do większego majątku będącego własnością rodziny Burzyńskich herbu Trzywdar. W XVIII lub XIX wieku wieś przeszła na własność rodziny Ratyńskich herbu Krzywda. Według rodzinnej tradycji Ratyńskich majątek ten należał bez przerwy do tej rodziny od 1547 roku. Wiktor Sarmata Ratyński wziął udział w powstaniu styczniowym. W ramach represji za ten udział władze carskie skonfiskowały znaczną część jego majątku, jednak Sińcza mu została. Ostatnim właścicielem wsi był jego syn Bohdan Łukasz Ratyński.

## Dwór
Duży dwór Ratyńskich, którego najstarsza część pochodziła z XVIII wieku, liczył w sumie 32 pomieszczenia, z czego 22 pokoje. Środkowa część drewnianego budynku była piętrowa. Przed nią znajdował się szeroki i głęboki ganek z sześcioma kolumnami. W XIX wieku do dworu dobudowano dwa parterowe murowane skrzydła. Wnętrze dworu było wykwintne: pokoje były ogrzewane białymi lub zielonymi piecami kaflowymi, ich kolor był dopasowany do obić ścian. Wielki salon był umeblowany orzechowymi, rzeźbionymi meblami obitymi brokatem w pasy. W innym salonie meble były mahoniowe i obite zielonym adamaszkiem. Dwa pomieszczenia były oświetlone kandelabrami ze złoconego brązu, kupionymi od Osztorpów z Dukory. W salonach stały dwa fortepiany: Beckera i Blüthnera.

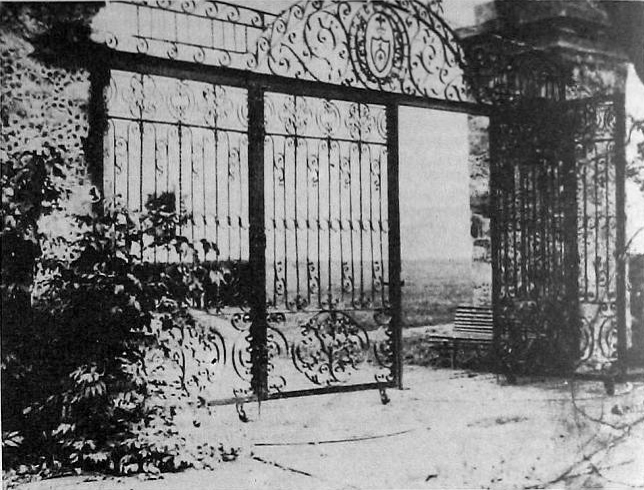
Żeliwna brama wjazdowa do majątku Ratyńskich

Przed i za domem znajdowały się gazony, wokół domu – niezbyt rozległy park. W 1900 roku wybudowano misternie kutą żeliwną bramę wjazdową do majątku. Była zwieńczona ażurowym wyobrażeniem herbu Ratyńskich – Krzywdą.
Obecnie dwór nie istnieje. Majątek w Sińczy jest opisany w 1. tomie Dziejów rezydencji na dawnych kresach Rzeczypospolitej Romana Aftanazego.